# Звезда Прииртышья
Звезда Прииртышья — казахстанская региональная общественно-политическая ежедневная газета, учрежденная в апреле 1918 года. Во времена СССР неоднократно меняла свои названия, являясь одним из основных печатных изданий Павлодарской области КазССР, а после обретения независимости Казахстаном — Павлодарской области Казахстана. Первым названием газеты было название «Объединение».

## Хронология смены названий
- 1918—1919 — Объединение
- 1919—1920 — Известия Павлодарского революционного комитета
- 1920—1922 — Большевик
- 1922—1929 — Степной пахарь
- 1929—1930 — Советская деревня
- 1930—1938 — Колхозный путь
- 1938—1953 — Большевистский путь
- 1953—1963 — Павлодарская правда
- С 1963 — Звезда Прииртышья

## Периодичность и тираж
В настоящий момент газета «Звезда Прииртышья» выходит форматом А3 три раза в неделю — по вторникам (8 страниц), четвергам (20 страниц) и субботам (8 страниц). Тираж издания составляет 54 000 экземпляров. В позднее советское время (после 1975 г.) тираж единственной в области русскоязычной газеты доходил до 150 000 экз.

## Известные сотрудники
- Ольга Григорьева